# かかりつけ薬剤師
かかりつけ薬剤師（かかりつけやくざいし）は、使用している処方薬や市販薬などの情報を把握し、薬の飲み残しや重複、副作用などがないか、継続的に確認、健康や薬の相談にのったり、24時間体制で相談できる体制を備えた地域に密着したかかりつけとなる薬剤師である。

## 概要
日本において高齢化の進行に伴い、複数の医療機関から処方が出されることによる重複投薬や飲み残しによる残薬の問題、市販薬やサプリメントを併せて使っていることによる相互作用などの問題が指摘されるようになった。これを受け薬局の薬剤師は単に医師の処方箋に基づいて調剤するだけでなく、患者が使用するすべての薬やサプリメントなどの情報を把握して、薬の管理を行ったり、医師に減薬の提案や薬剤変更の提案を行うことが重要ではないかという意見が出るようになった。こうした状況において2015年10月に厚生労働省は、患者のための薬局ビジョンを策定した。その中で、地域包括ケアシステムの一翼を担い、薬に関して、いつでも気軽に相談できる かかりつけ薬剤師がいることが重要とされ患者本位の医薬分業の実現に向けて、服薬情報の一元的・継続的把握とそれに基づく薬学的管理・指導、24時間対応・在宅対応、医療機関等との連携など、かかりつけ薬剤師の姿が明らかになった。
2016年の調剤報酬改定ではかかりつけ薬剤師指導料が新設された。

## かかりつけ薬剤師指導料
薬剤師であればかかりつけ薬剤師としてかかりつけ薬剤師指導料を算定できるわけではなく患者のための薬局ビジョンを踏まえ2016年度の調剤報酬改定で要件が定められた。
2016年における薬剤師の要件
- 施設基準の届出時点において、保険薬剤師として３年以上の薬局勤務経験があること。 当該保険薬局に週32時間以上勤務していること。 施設基準の届出時点において、当該保険薬局に６月以上在籍していること。
- 薬剤師認定制度認証機構が認証している研修認定制度等の研修認定を取得していること。
- 医療に係る地域活動の取組に参画していること。

2016年当初の算定要件
- 患者が選択した保険薬剤師が患者の同意を得た上で、同意を得た後の次の来局時以降に算定できる。 同意については、当該患者の署名付きの同意書を作成した上で保管し、その旨を薬剤服用歴に記載する。
- 患者1人に対して、1人の保険薬剤師のみがかかりつけ薬剤師指導料を算定できる。かかりつけ薬剤師以外の保険薬剤師が指導等を行った場合は当該指導料を算定できない
- 手帳等にかかりつけ薬剤師の氏名、勤務先の保険薬局の名称及び連絡先を記載する。
- 担当患者から24時間相談に応じる体制をとり、患者に開局時間外の連絡先を伝え、勤務表を交付
- 薬剤服用歴管理指導料に係る業務 、患者が受診している全ての保険医療機関、服用薬等の情報を把握 、 調剤後も患者の服薬状況、指導等の内容を処方医に情報提供し、必要に応じて処方提案 、必要に応じて患家を訪問して服用薬の整理等を実施

その後要件が政府の働き方改革や育児で時短労働する薬剤師を考慮していないのではという議論が起こった。
これを受けその後の調剤報酬改定では要件が見直され2024年現在では以下のようになっている。
2024年における薬剤師の要件
- 施設基準の届出時点において、保険薬剤師として３年以上の薬局勤務経験があること。 当該保険薬局に週32時間以上（育児・介護休業法の規定により労働時間が短縮された場合にあっては、週24時間以上かつ週４日以上）勤務していること。 施設基準の届出時点において、当該保険薬局に1年以上在籍していること。
- 薬剤師認定制度認証機構が認証している研修認定制度等の研修認定を取得していること。
- 医療に係る地域活動の取組に参画していること。

2024年における算定要件
- 患者が選択した保険薬剤師が患者の同意を得た上で、同意を得た後の次の来局時以降に算定できる。 同意については、当該患者の署名付きの同意書を作成した上で保管し、その旨を薬剤服用歴に記載する。
- 患者1人に対して、1人の保険薬剤師のみがかかりつけ薬剤師指導料を算定できるが 当該保険薬局における常勤の保険薬剤師（かかりつけ薬剤師指導料等の施設基準を満たす薬剤師）であれば複数人でも患者にあらかじめ同意を得ることで特例を算定可能
- 手帳等にかかりつけ薬剤師の氏名、勤務先の保険薬局の名称及び連絡先を記載する。
- 担当患者から24時間相談に応じる体制をとり、患者に開局時間外の連絡先を伝え、勤務表を交付（原則として、かかりつけ薬剤師が相談に対応することとするが、当該薬局のかかりつけ薬剤師以外の別の保険薬剤師が相談等に対応しても差し支えない。電話等による問い合わせに応じることができなかった場合は、速やかに折り返して連絡する）
- 薬剤服用歴管理指導料に係る業務 、患者が受診している全ての保険医療機関、服用薬等の情報を把握 、 調剤後も患者の服薬状況、指導等の内容を処方医に情報提供し、必要に応じて処方提案 、必要に応じて患家を訪問して服用薬の整理等を実施

## かかりつけ薬局とかかりつけ薬剤師
旧来より同じような用語として薬局全体でかかりつけ機能を持つかかりつけ薬局と言う言葉があった。2024年現在でも一部自治体などでは広報にかかりつけ薬局と言う用語を用いている例が多い。
しかしながら、かかりつけ薬剤師・薬局ではなく薬剤師となった経緯として2015年10月22日に開催された第41回「社会保障審議会医療部会」の議論の中で日本医師会側の委員が「かかりつけ医の評価、かかりつけ歯科医の評価、かかりつけ薬剤師の評価・薬局の評価と、ここで突然「薬局」が出てくるのは違和感があります。」や具体的な資料のページを挙げた上で「かかりつけ薬剤師・薬局というふうになっていますので、ぜひ修正していただきたいなと思います。」と発言、また同委員は「かかりつけ薬剤師という、その薬剤師さんを評価するべきだと思います。薬局自体の評価というのは、これはあり得ないと思います」などと発言した。これを受けた日本薬剤師会側の委員が「確かに理想的なのはかかりつけ薬剤師というものが明確化することが理想でございます。」とし、前述の医師会側委員の名前を出しながら「先生にさまざまな点で御指摘をいただいて、我々も必ず「かかりつけ薬局」単独ではなくて、「かかりつけ薬剤師」を先に持ってきて、その後で「かかりつけ薬局」ということにしております」などと発言ことによりかかりつけ薬剤師と言う用語が全面に押し出される事になった。

## 問題点
- 政府の働き方改革や育児で時短労働する薬剤師を考慮していないのではという議論がある。[5]政府の規制改革推進会議「医療・介護ワーキング・グループ」においても2021年にかかりつけ薬剤師の夜間対応を薬局単位にする[10]ことなどが取り上げられており、これらの議論を踏まえて調剤報酬改定で算定要件が変更になっている。

- 24時間対応における薬剤師の携帯電話番号公開においてかかりつけ薬剤師制度策定の前段階となった「健康情報拠点薬局（仮称）のあり方に関する検討会」で日本医師会常任理事であった委員が「かかりつけ薬剤師さんは携帯の番号を明らかにして、携帯の番号をかかりつけの患者さんに伝える覚悟を持つべきである。」「いま私たち医療機関の主治医は自分の携帯電話を必ず患者さんに伝えています。精神科の先生とかごく特殊な先生以外は自分たちの携帯番号を伝えて、夜10時でも11時でも電話がかかってきたら出るようにしています」と発言した[11]。これに対し厚労省側は「個人の連絡先というよりかかりつけ薬剤師が対応する体制があればよい」と答えた[12]。本当に医療機関の主治医は必ず患者に携帯電話を伝えているのかと指摘する意見もある。